# Ammasso di Alastor
L'Ammasso di Alastor è un immaginario ammasso stellare globulare dove lo scrittore statunitense Jack Vance ha ambientato tre dei suoi planetary romance: Trullion: Alastor 2262, Marune: Alastor 933 e Wyst: Alastor 1716, ognuno intitolato con il nome di un mondo dell'Ammasso. 
Vance aveva programmato un quarto romanzo Pharism: Alastor 458, ma non lo ha mai scritto.
L'Ammasso di Alastor è parte del Gaean Reach, la grande regione dello spazio immaginata da Vance. 
Vance lo descrive come:
(Jack Vance, Trullion: Alastor 2262)
Tremila sistemi solari nell'Ammasso sono abitati da cinque trilioni di esseri umani aventi "ben poco in comune, tranne la mancanza di uniformità".

## Governo
L'Ammasso è governato dal Connatic, Oman Ursht, "sedicesimo della dinastia Idite (o Idita)"; il suo stile di governo è il laissez-faire, infatti in molti casi sceglie di tenersi in disparte, uno dei suoi motti preferiti è "Nel dubbio astieniti".
Lusz, lo straordinario palazzo del Connatic, sul pianeta Numenes, si leva
(Jack Vance, Trullion: Alastor 2262)
comprende uffici governativi, sale cerimoniali e il Cerchio dei Mondi: con una sala informatica per ogni pianeta abitato dell'Ammasso. 
La sua organizzazione militare è il Whelm, così chiamata perché impiega una forza armata travolgente per ottenere la vittoria.
Alla maniera di Hārūn al-Rashīd di Le mille e una notte, in Connatic vagabonda in mezzo al suo popolo in incognito, agendo spesso sotto pseudonimo nella veste di un funzionario del proprio governo.
Il suo personaggio funge da deus ex machina, collegando la serie di romanzi tra loro.